# Адамантий (Marvel Comics)
Адама́нтий  (англ. Adamantium) — сплав металла на основе железа, появляющийся в комиксах издательства Marvel Comics. Наиболее известен как материал, которым покрыты скелет и когти Росомахи. Адамантий был создан писателем Роем Томасом и художниками Барри Виндзором-Смитом и Сидом Шорсом. Впервые он появился в Avengers #66 (июль 1969).

## Этимология
Слово «адамантий» представляет собой псевдолатинский неологизм (лат. adamans, вин. п. лат. adamantem), происходящий от английского слова «adamant», обозначающего сверхпрочный материал, как правило — алмаз. Также в английском существует прилагательное англ. adamantine, которое используется как в прямом значении — «твёрдый, как алмаз», так и в переносном — «человек с твёрдой, решительной позицией» (пример последнего: англ. He adamantly refused to leave — Он решительно отказался уйти). Вышеназванные слова встречаются в англоязычных версиях таких литературных произведений, как «Прометей прикованный», «Энеида», «Королева фей», «Потерянный рай», «Путешествия Гулливера» и «Приключения Тома Сойера», а также в фильме «Властелин Колец». В фильме «Запретная планета» упоминается «адамантиновая сталь» (англ. adamantine steel).
Внутри самой вселенной Marvel было раскрыто что металл адамантий был назван в честь адамантина, "метала богов", которым в свою очередь пользовались боги Олимпа и самым известным изделием из этого металла является булава Геркулеса

## История и свойства
Согласно комиксам, компоненты сплава хранятся в отдельных партиях — обычно в блоках из смолы — перед формовкой. Адамантий получают, расплавляя блоки вместе, смешивая компоненты, в то время как смола испаряется. Затем сплав должен быть отлит в течение восьми минут. Адамантий Marvel Comics обладает чрезвычайно стабильной молекулярной структурой, которая предотвращает его дальнейшее формование, даже если температура достаточно высока, чтобы поддерживать его в сжиженном виде. В своей твердой форме он описывается как темный, блестящий серый, как высококачественная сталь или титан. В этом состоянии почти невозможно разрушить или сломать, а при острой кромке он может проникать в менее прочные материалы с минимальным усилием.
Росомаха один раз обнаружил череп из Адамантия в лаборатории Апокалипсиса, казалось, что он существовал в течение многих эонов.

## Адамантий как ключевой компонент
Адамантий является ключевым компонентом следующего:
- Внешней оболочки Альтрона;
- Скелета и когтей Росомахи[6];
- Скелета и когтей Леди Смертельный Удар[7];
- Когтей Икс-23[8];
- Тела Русского после его воскрешения генералом Брейкопфом[9];

## Версия Ultimate Marvel
В комиксах Ultimate Marvel адамантий является очень прочным и может защитить голову человека от телепатического зондирования или атаки. Он является компонентом когтей и скелета Ultimate версии Росомахи и в Ultimate версии Леди Смертельный Удар. Эта версия адамантия не обладает прочностью, какую имеет оригинальная версия этого металла. В комиксах Marvel Ultimate есть несколько случаев, когда предметы, сделанные из адамантия, ломаются:
- В Ultimates #5, Халк ломает адамантиевую иглу.
- В Ultimate X-Men #1 (декабрь 2001) взрыв бомбы наносит повреждения клетке, сделанной из адамантия.
- В Ultimate X-Men #12 (январь 2002 года) Саблезубый ломает один из четырёх адамантиевых когтей[10].